# Дынжаны
Дынжаны (прежние названия − Денжаны и Деньжаны; рум. Dîngeni, Дынджень) — село в Окницком районе Молдавии. Является административным центром коммуны Дынжаны, включающей также село Гринауцы.

## География
Село расположено на высоте 238 метров над уровнем моря.

## Население
По данным переписи населения 2004 года, в селе Дынджень проживает 1722 человека (783 мужчины, 939 женщин).
Этнический состав села:
| Национальность | Число жителей | Процентный состав |
| -------------- | ------------- | ----------------- |
| молдаване      | 1702          | 98.84             |
| украинцы       | 14            | 0.81              |
| русские        | 2             | 0.12              |
| гагаузы        | 1             | 0.06              |
| прочие         | 3             | 0.17              |
| Всего          | 1722          | 100%              |